# Paličkovité prsty
Paličkovité prsty (latinsky: digiti Hippocratici, Hippokratovy prsty) jsou důsledkem dlouhodobé hypoxie periferie u cyanotických srdečních vad. Jsou nejvíce nápadné při pohledu na prst z laterální strany. Prvním příznakem je zmenšení úhlu lůžka nehtu a kůže, konec nehtového lůžka v kůži volně plave. Hippokratés byl pravděpodobně první, kdo paličkovitý tvar palců rozpoznal jako příznak nemoci; proto se někdy tento příznak označuje jako Hippokratovy prsty.
Idiopatické paličkovité prsty se též vyskytují, 60 % případů totiž není zapříčiněno chronickou nemocí.

## Znaky a symptomy
Deformace se vyvíjí v pěti stádiích:
1. Uhlazení a uvolnění nehtového lůžka (zvýšená pružnost)
2. Ztráta normálního úhlu (<165°, Lovibondův úhel) svírajícího nehtové lůžko a kůži
3. Zvýšená konvexnost (vypouklost) nehtu
4. Zpevnění a ztloustnutí distální části nehtu
5. Odlesky světla na nehtu a kůži

Schamrothův test, neboli Schamrothův okénkový test, (prvně prezentovaný jihoafrickým kardiologem Leem Shamrothem na jeho osobě) je nejznámějším diagnostickým testem pro paličkovité prsty. Pokud jsou dva stejné prsty obou rukou dorzálně přiloženy distálními falangii (články nejblíže ke špičce prstu) k sobě, objeví se mezi nimi malé "okénko" ve tvaru diamantu, jako u každého normálně tvarovaného prstu. Pakliže je toto okénko vyhlazené, test je pozitivní.

## Diagnóza
Pokud jsou paličkové prsty u pacienta prokázány, doktor diagnostikuje nemoc, již tato deformace indikuje. Většinou toho dosáhne studiem anamnézy pacienta–zvláštní pozornost je věnována plicím, srdci a gastrointestinálním potížím–a fyzikální prohlídkou, která může dopomoci k identifikaci rysů choroby a její diagnóze. Častá jsou vyšetření RTG a CT hrudníku.

## Možné příčiny
Přestože je mnoho chorob spojováno s paličkovitými prsty (hlavně plicní onemocnění), závěry jsou neoficiální.

### Paličkové prsty jsou připisovány
- Chorobám plicním:
  - Rakovina plic, ve většině případů velkobuněčný karcinom (54 %), méně obvyklý malobuněčný karcinom (< 5% případů)
  - Intersticiální pneumonie
  - Komplikovaná tuberkulóza
  - Hnisavá plicní onemocnění: plicní absces, empyema, bronchiektázie, cystická fibróza
  - Mezoteliom pleury
  - Arteriovenózní fistula či malformace
  - Cystická fibróza
- Chorobám srdečním:
  - Jakákoli nemoc projevující se chronickou hypoxií
  - Vrozená cyanotická srdeční onemocnění (nejběžnější srdeční příčina)
  - Endokarditida
  - Cévní myxom (benigní nádor)
- Gastrointestinální a hepatobiliární onemocnění:
  - Malabsorpce
  - Crohnova nemoc a ulcerózní kolitida
  - Jaterní cirhóza, zvláště pak primární biliární cirhóza
  - Hepatopulmonární syndrom, komplikace cirhózy
- Ostatní:
  - Graves-Basedowova nemoc, autoimunní hypertyróza
  - Familiární a rasové paličkovité prsty, je tzv. pseudo-onemocnění (lidé s africkými předky často mají vrozený tvar prstů podobný paličkovitým)
  - Vaskulární anomálie afektované paže, např. axillární aneurysma (při paličkovitých prstech pouze na jedné ruce)